# Poltys dubius
Poltys dubius là một loài nhện trong họ Araneidae.
Loài này thuộc chi Poltys. Poltys dubius được Charles Athanase Walckenaer miêu tả năm 1842.